# Mumaella robusta
Genre
Synonymes
- Gluviella Lawrence, 1956 nec Caporiacco 1948

Espèce
Synonymes
- Gluviella robusta Lawrence, 1956

Mumaella robusta, unique représentant du genre Mumaella, est une espèce de solifuges de la famille des Daesiidae.

## Distribution
Cette espèce est endémique d'Afghanistan.

## Étymologie
Ce genre est nommé en l'honneur de Martin Hammond Muma (1916-1989).

## Publications originales
- Lawrence, 1956 : The Third Danish expedition to central Asia. Zoological results 20. Solifugae (Chelicerata) from Afghanistan. Videnskabelige meddelelser fra Dansk Naturhistorisk Forening, vol. 118, p. 115-140.
- Harvey, 2002 : Nomenclatural notes on Solifugae, Amblyppygi, Uropygi and Araneae (Arachnidda). Records of the Western Australian Museum, vol. 20, p. 449-459.